# Академический хор ПетрГУ
Академический хор Петрозаводского государственного университета (до 1992 года — Академический хор студентов Петрозаводского государственного университета) — любительский студенческий хоровой коллектив, один из творческих коллективов Петрозаводского университета, лауреат всероссийских и международных конкурсов хоровых коллективов. Основан хоровым дирижёром Г. Е. Терацуянцем в 1962 году.

## Репертуар
Репертуар хора насчитывает более 300 произведений как русских (Танеев, Римский-Корсаков, Глинка, Свиридов, Шостакович), так и зарубежных композиторов XVII—XX веков, обработки русских народных песен и песен народов мира, а также произведения современных карельских композиторов (Э. Патлаенко, Г. Вавилов, Р. Пергамент, Н. Мишуков, В. Сергеенко). Хор был также первым исполнителем юморески «Сессия» Валерия Калистратова.

## История
Академический хор Петрозаводского университета был организован 29 августа 1962 года хормейстером Георгий Ервандович Терацуянцем, приглашённым незадолго до этого в Петрозаводск. До 1962 года при ПетрГУ также появлялись хоры, но они были недолговечны и носили сезонный характер. С самого основания коллектив даёт около 30 концертов в год и ежегодно гастролирует по России и странам зарубежья. На протяжении всего существования коллектив активно выступает на университетских мероприятиях. Первой крупной победой академического хора ПетрГУ считается его успешное выступление в Ленинградской капелле в 1965 году. В 1967 году коллективу было присвоено звание лауреата Всесоюзного фестиваля самодеятельного искусства, посвященного 50-летию советской власти, в этом же году по решению комитета ВЛКСМ университета Академический хор ПГУ был выдвинут на соискание звания Лауреата премии карельского комсомола.
В 1972 году коллектив впервые участвовал в межреспубликанском студенческом конкурсе «Ювентус» и с тех пор неоднократно принимал в нём участие. Первые заграничные гастроли прошли в Чехословакии в 1974 году. В 1975 году хор был принят в Клуб студенческих академических хоров Ленинграда.
В декабре 1976 года, выступая в Ленинграде на Всесоюзном фестивавле Северо-Западной зоны РСФСР, хор исполнил произведение итальянского композитора Антонио Лотти «Crucifixus». Выступление было оценено высшим баллом, но сочинение на латыни с религиозным подтекстом не приветствовалось идеологическим руководством. Впоследствии ни на одном официальном выступлении снова спеть «Crucifixus» коллективу не позволяли.
В 1987 году в хор были приглашены его бывшие участники, уже окончившие обучение в университете. Г. Е. Терацуянц отметил это событие как новый этап в истории коллектива.
После распада СССР география выступлений хора ПетрГУ расширилась. Коллектив стал выезжать в европейские страны, такие как Германия (1995), Австрия (2000), Швеция (2005), Финляндия (2006), Франция (2007).

## Руководители, хормейстеры и солисты
Художественные руководители
С момента создания хора и до своей кончины в 2007 году художественным руководителем и главным дирижёром был Георгий Ервандович Терацуянц. С 2007 года руководителем является ученик Г. Э. Терацуянца, выпускник Петрозаводской консерватории Николай Евгеньевич Маташин.
Концертмейстеры
С 1968 года по 2013 год — заслуженный работник культуры РФ, заслуженный работник культуры Республики Карелия, лауреат государственной премии Республики Карелия, долгое время директор Петрозаводского музыкального училища им. К. Э. Раутио Лариса Георгиевна Бердино. С 2013 года — её ученица Елена Юрьевна Ёлына.
Хормейстеры (в разные годы)
Аммалайнен (Терацуянц) Ольга Ивановна, Клаз Юрий Львович, Маташин Николай Евгеньевич, Никулина Юлия, Орлова Ирина Николаевна, Семёнова Светлана Фёдоровна, Умнов Алексей Юрьевич, Федотова (Хузина) Наталья Михайловна, Чарандаева Елена Мирзаевна.
Старосты хора (в разное время)
Абрамова (Петрова) Алла Адольфовна, Артемьева (Погодина) Наталья Ивановна, Гулева Валерия Валерьевна, Елисеева (Кислицына) Екатерина Анатольевна, Зорина (Клаз) Елена Сергеевна, Лайдинен Тамара Ивановна, Малкиель Анна Александровна, Рыжова (Марковская) Евгения Фёдоровна, Смирнова (Гумина) Светлана Николаевна, Трофимчик Инкери Ивановна.
В обязанности старосты входило принятие таких организационных решений, как организация поездок, вопросы финансирования, бронирование гостиниц и т. д. В 2000 году в замену старосте была учреждена должность директора хора. Первым директором стала тогдашняя староста хора Светлана Смирнова. С 2004 по 2010 год директором являлась Екатерина Кислицына. В 2010 году в должность вступила концертмейстер хора Ёлына Елена (по настоящее время).
Солисты
Вокалисты:
- Баш Клавдия, Брацлавская Елена, Васильева Алефтина, Витюк Дмитрий, Гаврилова Лариса, Гладченко Виктория, Ерунина Тамара, Иванова Полина, Каменская Валентина, Козинская Евгения, Крылов , Кулаева Наталья, Кярнонен Татьяна, Майер Владимир,Надир Мамедов , Подойников , Пресняков , Рогозина Надежда, Самсонов Николай, Серова Виктория, Смирнова Галина, Федоров Александр, Фролова Лариса, Халинен Андрей, Чешуина Антонина, Ширкин Василий[13].

Инструменталисты:
- Буданов Леонид, Дулёв Вячеслав, Приходченко Александр, Коновалов Алексей[13].

Также с хором сотрудничал известный в России бас, народный артист Карелии Виктор Калинин.
Знаменитые выпускники
За время существования хора в нём пело более 1000 человек. Многие из студентов впоследствии получили известность в Карелии и за её пределами. Вот некоторые из них:
- Клаз, Юрий Львович — заслуженный работник культуры РФ, член Международной ассоциации хоровой музыки;
- Марковская, Евгения Фёдоровна — заведующая кафедрой ботаники и физиологии растений ПетрГУ, доктор биологических наук, заслуженный деятель науки Республики Карелия;
- Нургалиев, Рашид Гумарович — министр внутренних дел Российской Федерации.

## Выступления и награды
География поездок хора охватывает значительную территорию Европейской части России, а также некоторые страны ближнего и дальнего зарубежья. Хор неоднократно участвовал во всероссийских хоровых фестивалях и становился их лауреатом. Некоторые из достижений хора:
- Всемирные хоровые игры:
  - (Линц, Австрия, 2000 год) — Большая серебряная медаль (IV место в номинации «Mixed Choirs»)[16]
  - (Рига, Латвия, 2014 год) — золотая медаль (номинация «Musica Sacra a cappella»)[17], серебряная медаль (номинация «Mixed choirs»)[18]
  - (Сочи, Россия, 2016 год) — две золотые медали (III место в номинации «University and College Choirs»[19], III место в номинации «Musica Sacra a cappella»)[20]
- Всероссийский конкурс академических хоров «Поющая Россия» (Москва):
  - 1999 год — лауреат I степени в номинации «Любительские хоры»
  - 2002 год — лауреат I степени в номинации «Любительские хоры», лауреат III степени в номинации «Женские хоры» (женская группа хора), почётный диплом лучшего концертмейстера (Л. Г. Бердино)
- Конкурс университетских хоров «Gaudeamus» (Ижевск, Россия) — I место в 2000, 2002, 2004 и 2006[21] годах
- Конкурс «Молодая классика» (Вологда, Россия, 2009 год) — лауреат I степени, специальный диплом за лучшее исполнение народной песни[22]
- Конкурс «Eurasia Cantat» (Екатеринбург, Россия, 2011 год) — диплом золотого уровня, а также специальный приз «лучшему хормейстеру» Николаю Маташину[23]
- Фестиваль «Благовест» (Санкт-Петербург, Россия 2016 год) — гран-при конкурса[24]
- Всероссийский хоровой фестиваль (Москва, Россия, 2017 год) — статус лучшего хора России, а также диплом лучшего дирижёра Николаю Маташину[25]

| Дата        | Место поездки                                                                                       | Место выступления                         | Мероприятие                                                                 |                      |
| ----------- | --------------------------------------------------------------------------------------------------- | ----------------------------------------- | --------------------------------------------------------------------------- | -------------------- |
| 1964        | Кондопога, Кяппесельга, Надвоицы                                                                    | -                                         | -                                                                           | [ 26 ] [ 27 ] [ 28 ] |
| 1965        | Медвежьегорск, Пиндуши                                                                              | -                                         | -                                                                           | [ 27 ]               |
| 1965        | Ленинград                                                                                           | Капелла имени Глинки                      | -                                                                           | [ 28 ]               |
| 1967        | Вильнюс                                                                                             | -                                         | Праздник песни                                                              |                      |
| 1968 — 1969 | Ленинград, Минск, Москва, Вильнюс, Тарту, Рига, Финляндия                                           | -                                         | -                                                                           | [ 29 ] [ 27 ]        |
| 1970        | Венгрия                                                                                             | -                                         | -                                                                           | [ 29 ]               |
| 1971        | Новгород, города Прибалтики, Польша                                                                 | -                                         | -                                                                           | [ 29 ] [ 27 ]        |
| 1972        | Каунас                                                                                              | -                                         | Межреспубликанский конкурс хоров высших учебных заведений «Ювентус-72»      | [ 30 ]               |
| 1974        | Братислава, Нитра, Врбове, Чехословакия                                                             | -                                         | -                                                                           | [ 31 ]               |
| 1975        | Каунас                                                                                              | -                                         | Межреспубликанский конкурс хоров высших учебных заведений «Ювентус-75»      |                      |
| 1975        | Рига                                                                                                | -                                         | 50-летие Рижского академического мужского хора                              |                      |
| 1976        | Ленинград                                                                                           | -                                         | Первый Всесоюзный фестиваль самодеятельного творчества трудящихся           |                      |
| 1977        | Кемь, Беломорск, Сегежа                                                                             | -                                         | -                                                                           |                      |
| 1977        | Ленинград                                                                                           | -                                         | Всероссийский конкурс студенческой песни                                    |                      |
| 1978        | Вологда, Иваново, Фурманов, Ярославль, Ростов Великий, Москва                                       | -                                         | -                                                                           |                      |
| 1978        | Вильнюс                                                                                             | -                                         | «Гаудеамус» — Праздник песни                                                |                      |
| 1979        | Ленинград                                                                                           | Капелла имени Глинки                      | -                                                                           |                      |
| 1979        | Каунас                                                                                              | -                                         | Межреспубликанский конкурс хоров высших учебных заведений «Ювентус-79»      |                      |
| 1980        | Киров                                                                                               | -                                         | Хоровой фестиваль                                                           |                      |
| 1981        | Сыктывкар                                                                                           | -                                         | -                                                                           |                      |
| 1982        | Псков                                                                                               | -                                         | -                                                                           | [ 32 ]               |
| 1983        | Каунас                                                                                              | -                                         | Межреспубликанский конкурс хоров высших учебных заведений «Ювентус-83»      | [ 32 ]               |
| 1984        | Ленинград                                                                                           | Ленинградская консерватория               | концерт К. А. Ольхова                                                       | [ 32 ]               |
| 1985        | Горький, Мурманск, Апатиты, Костомукша                                                              | -                                         | -                                                                           |                      |
| 1986        | Каунас                                                                                              | -                                         | Межреспубликанский конкурс хоров высших учебных заведений «Ювентус-86»      |                      |
| 1987        | Москва                                                                                              | Дворец съездов                            | Концерт к 70-летию Октябрьской революции                                    |                      |
| 1988        | Сыктывкар                                                                                           | -                                         | Дни культуры Карелии в Коми АССР                                            | [ 33 ]               |
| 1988        | Костомукша                                                                                          | -                                         | -                                                                           |                      |
| 1989        | Ленинград                                                                                           | Малый зал консерватории, Манеж            | Концерт памяти К. А. Ольхова                                                |                      |
| 1988-1989   | Суоярвский, Питкярантский, Олонецкий, Лахденпохский р-ны                                            | -                                         | -                                                                           |                      |
| 1990        | Жуковский, Люберцы                                                                                  | -                                         | -                                                                           |                      |
| 1990        | Костомукша                                                                                          | -                                         | 3-й фестиваль «Русская музыка», Международный фестиваль камерного искусства |                      |
| 1991        | Санкт-Петербург                                                                                     | Капелла имени Глинки                      | -                                                                           |                      |
| 1992        | Санкт-Петербург                                                                                     | Большой зал филармонии                    | -                                                                           |                      |
| 1993        | Сегежа                                                                                              | -                                         | Республиканский фестиваль академических хоров                               |                      |
| 1993        | Нижний Новгород                                                                                     | гимназия, Нижегородский автозавод, кремль | -                                                                           |                      |
| 1994        | Санкт-Петербург                                                                                     | ЛГУ, школа № 321                          | фестиваль академических хоров, посвящённый памяти имени Г. М. Сандлера      |                      |
| 1995        | Нойбранденбург                                                                                      | -                                         | -                                                                           | [ 34 ]               |
| 1997        | Нойбранденбург                                                                                      | -                                         | Весенний фестиваль хоровых коллективов                                      |                      |
| 1999        | Санкт-Петербург                                                                                     | Большой зал филармонии, актовый зал СПбГУ | -                                                                           | [ 35 ]               |
| 1999        | Москва                                                                                              | -                                         | IV Всероссийский конкурс академических хоров «Поющая Россия»                | [ 36 ] [ 37 ]        |
| 2000        | Линц                                                                                                | -                                         | I Хоровая Олимпиада                                                         | [ 38 ] [ 39 ]        |
| 2000        | Ижевск                                                                                              | -                                         | I Всероссийский конкурс университетских хоров «Gaudeamus»                   | [ 40 ]               |
| 2000        | Кондопожский и Лахденпохский р-ны, Питкяранта                                                       | -                                         | -                                                                           | [ 41 ] [ 42 ]        |
| 2001        | Санкт-Петербург                                                                                     | Капелла имени Глинки                      | -                                                                           | [ 43 ]               |
| 2001        | Самара                                                                                              | -                                         | -                                                                           | [ 44 ]               |
| 2002        | Москва                                                                                              | -                                         | V конкурс «Поющая Россия»                                                   | [ 45 ]               |
| 2002        | Ижевск                                                                                              | -                                         | II Всероссийский конкурс университетских хоров «Gaudeamus»                  |                      |
| 2002        | Кондопога                                                                                           | -                                         | -                                                                           |                      |
| 2003        | Сортавала, Питкяранта                                                                               | -                                         | -                                                                           |                      |
| 2003        | Кондопога                                                                                           | Ледовый дворец                            | -                                                                           |                      |
| 2004        | Кондопога                                                                                           | Дворец искусств                           | -                                                                           |                      |
| 2004        | Ижевск                                                                                              | -                                         | III Всероссийский конкурс университетских хоров «Gaudeamus»                 | [ 46 ]               |
| 2006        | Воткинск                                                                                            | -                                         | VI Всероссийский конкурс университетских хоров «Gaudeamus»                  | [ 47 ] [ 48 ]        |
| 2007        | Санкт-Петербург                                                                                     | СПбГУ, Церковь святой Екатерины           | Хоровой фестиваль имени Сандлера                                            |                      |
| 2007        | Прованс (Нан-ле-Пен, Монферра, Марсель, Клавье, Сен-Канна, Рокбрюссан, Ольер, Лорг, Ла-Сен-сюр-Мер) | -                                         | XII Международный хоровой фестиваль                                         |                      |